# José Iraragorri Ealo
José Iraragorri Ealo (Galdakao, 16 de març de 1912 - Galdakao, 27 d'abril de 1983) fou un futbolista basc dels anys 1930 i posteriorment entrenador. Va ser internacional amb la selecció espanyola.

## Trajectòria
Conegut amb el sobrenom de Chato, passà la major part de la seva trajectòria esportiva a l'Athletic Club on jugà entre 1929-1936 i 1946-1949. Durant la primera etapa guanyà quatre lligues i quatre copes d'Espanya, al costat d'homes com La Fuente, Bata, Chirri II i Gorostiza.
Durant la Guerra Civil jugà amb la selecció del País Basc i després emigrà a Amèrica on jugà amb el Club Atlético San Lorenzo de Almagro a l'Argentina i amb el Real Club España a Mèxic. Disputà set partits amb la selecció espanyola i hi marcà un gol. Disputà el Mundial d'Itàlia de 1934.
Un cop retirat esdevingué entrenador. Començà al Barakaldo Club de Fútbol, i més tard a l'Athletic, Reial Valladolid i Celta de Vigo. El novembre de 1955 fou nomenat entrenador de l'Hèrcules Club de Futbol, acabant aquesta etapa a la Sociedad Deportiva Indautxu.

## Palmarès
Athletic
- Lliga espanyola:
  - 1929-30, 1930-31, 1933-34, 1935-36
- Copa espanyola:
  - 1929-30, 1930-31, 1931-32, 1932-33